# Годлевский, Иван Иванович
Ива́н Ива́нович Годле́вский  (9 марта 1908, Царство Польское — 20 августа 1998, Санкт-Петербург) — российский советский живописец, член Ленинградской организации Союза художников РСФСР.

## Биография
Иван Годлевский родился 9 марта 1908 года в селе Добромеричи Холмской губернии. Потеряв родителей в годы Первой мировой войны, воспитывался в приюте графини Веньяминовой в Москве, после революции — в детском доме.
В 1927—1931 годах Иван Годлевский учился в Киевском художественном институте. В 1936 году был принят на живописный факультет Ленинградского института живописи, скульптуры и архитектуры при Всероссийской Академии художеств. Занимался у Семёна Абугова, Генриха Павловского, Александра Осмёркина, Глеба Савинова.
Участник Великой Отечественной войны. Воевал на Северо-Западном и 2-м Украинском фронтах. Демобилизовался в звании капитана. Отмечен боевыми наградами: Орденом Красного Знамени, Орденом Красной Звезды, медалями. В 1949 году окончил институт по мастерской М. Авилова с присвоением звания художника живописи. Дипломная работа — картина «Товарищ Хрущёв в гостях у гуцулов» (Научно-исследовательский музей Академии художеств, Петербург).
Участвовал в выставках с 1946 года, экспонируя свои работы вместе с произведениями ведущих мастеров изобразительного искусства Ленинграда. Член Ленинградского Союза советских художников с 1949 года. Преподавал на кафедре общей живописи ЛВХПУ имени В. И. Мухиной. Писал пейзажи, портреты, натюрморты, жанровые композиции. Среди произведений, созданных Годлевским, картины «20 Октября» (1951), «В Петроград» (1954), «Майский вечер», «Женский портрет», «Маки», «Араратская долина», «Лимоны и апельсины», «Девочка в синем платье» (все 1956), «В пригороде», «Крыши», «На отдыхе» (все 1957), «Окрестности Михайловского. Деревня Луговка», «Мост через реку Великую», «Река Пскова. Утро» (все 1958), «На Волхове», «Ростов Великий», «Загорский заповедник», «Портрет молодой дамы» (все 1959), «Осень в Крыму» (1960), «Яхт-клуб Черноморского флота», «Приморский парк», «1905 год» (все 1961), «Бахчисарай», «В городе Печоры» (обе 1962), «В Петропавловской крепости», «У Аничкова моста», «Утренний город», «Окраска лодок» (все 1963), «На море шторм» (1966), «Вечернее катание на теплоходах» (1969), «Домик А. П. Чехова», «Канал Грибоедова» (обе 1971), «Южный курорт», «Красный дом. Ранний снег» (обе 1972), «Фонтанка» (1973), «Кисловодск. Река Орлинка», «Юннатка» (обе 1975), «Ростов Великий. Перед дождём» (1979), «Белая ночь на Неве», «Пушкинский дом» (обе 1980), «Дед и внук» (1982) и другие.
В начале 1990-х творчество Годлевского получило достаточно большую известность во Франции на волне интереса к русскому искусству советского периода и благодаря успешным продажам ряда работ на аукционах русской живописи в Париже. В 1989—1992 годах его работы с успехом были представлены на выставках и аукционах русской живописи L’Ecole de Leningrad во Франции. Персональные выставки произведений Годлевского были показаны в Ленинграде (1961, 1978, 1980), Львове (1963), Пскове (1979), Париже (1991), Мадриде (1992, 1993), Брюсселе (1992), Гамбурге (1993, 1996), Гётеборге (1994), Антверпене (1994).
Скончался 20 августа 1998 года в Санкт-Петербурге на 91-м году жизни. Похоронен на Ковалёвском кладбище.
Произведения И. И. Годлевского находятся в Сосновоборском музее современного искусства, других музеях и частных собраниях в России, Великобритании, Франции, Японии и других странах.

## Выставки
- 1951 год (Ленинград): Выставка произведений ленинградских художников.
- 1957 год (Ленинград): 1917—1957. Выставка произведений ленинградских художников.
- 1960 год (Ленинград): Выставка произведений ленинградских художников.
- 1964 год (Ленинград): Ленинград. Зональная выставка.
- 1974 год (Ленинград): Весенняя выставка произведений ленинградских художников.
- 1975 год (Ленинград): Наш современник. Зональная выставка произведений ленинградских художников.
- 1976 год (Москва): Изобразительное искусство Ленинграда.
- 1980 год (Ленинград): Зональная выставка произведений ленинградских художников.
- Февраль 1991 года (Париж): Выставка «Русские художники».
- Декабрь 1991 года (Париж): Выставка «Русские шедевры».
- Январь 1992 года (Париж): Выставка «Санкт-Петербургская школа».
- Март 1992 года (Париж): Выставка «Санкт-Петербургская школа».
- Февраль 1993 года (Брюссель): Выставка «Русские художники».
- 14 июля — 11 сентября 2023 года (Михайловский замок, Санкт-Петербург)[23].